# 彈頭

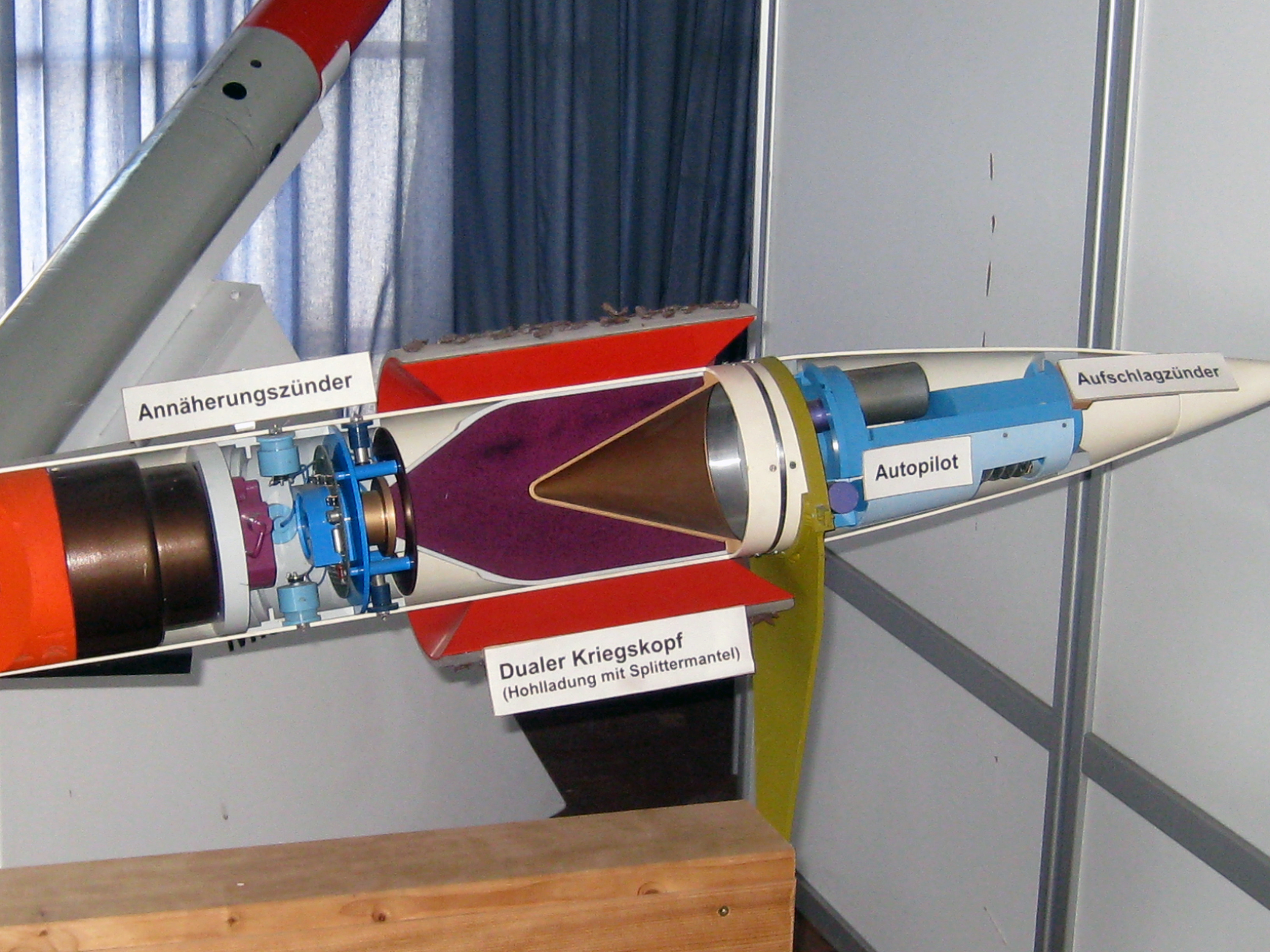
阿达茨防空反坦克系统使用之MIM-146飛彈的彈頭剖面圖

- 關於电子游戏Crysis: Warhead，請見「孤岛危机：弹头」。
- 關於台湾艺人，請見「南拳妈妈」。

彈頭，也译为戰鬥部，為任何武器系統唯一用以摧毀敵人的部分，但現代戰爭中彈頭所要摧毀的「目標」遠較過去為廣，且各種目標的性質差異甚大，因此改進彈頭的設計與使用方法，以使彈頭能發揮最大的效果，則是武器發展過程的必要努力。

## 基本組成
彈頭基本功能元件包含荷載（Payload）、引信（Fuze）以及保險與備炸（Safety and Arming, SA）裝置等三項。不同彈頭型式就是根據改變這三項中任一或二項的運作方式，甚至改變全部三項的運作方式而有所差異。然而，並非所有的彈頭均可清楚分辨這三項元件，例如一般飛彈中都具有荷載、引信與保險及備炸裝置等三項元件，但一般砲彈中則僅有二項裝置，除了荷載外，引信已經與保險及備炸裝置整合（稱為引信裝置）。以下便就這幾項元件分別簡述：

### 荷載
所謂荷載是彈頭中直接造成破壞的部分，但也有例外，例如照明彈內部的發光裝置，或心戰炸彈內裝的傳單等。
對目標造成物理性破壞的力量來自荷載的化學能、機械能或核能的轉換過程；也可藉由施放化學、生物或放射性物質，來摧毀或腐蝕所有形式的生命或物質。因此在選擇荷載時必須考量目標的性質。

### 引信
引信為引爆彈頭內荷載的裝置。為達到最佳效果，引爆程序必須啟動於對目標造成最大破壞的時點上（即是「最佳起爆點（Optimum Time of Detonation）」）。最佳起爆點的決定係參照目標特性與攻擊幾何模式（如彈道狀況等）等因素，因此良好的引信必須藉助某些方法來獲得所需的最佳時機資料，並「引爆」荷載的裝置。常用的方法包括：由目標本身產生並輻射出的能量，或是根據武器本身的運動過程或加速度等；而取得資料的方法則可能是引信即具有搜集的能力，或由所屬武器內的其他裝置來提供。實際上，引信引爆荷載的時點控制，可由最簡單的接觸偵測（Contact-Sensing，如觸發）裝置到複雜精密裝置來決定正確時點。

### 保險與備炸裝置
保險與備炸裝置在彈頭中擔負了兩項重要的功能：首先，藉著中斷引信與荷載間的連結，以避免意外爆炸的發生；第二，當毋需保險後藉著連結引信與荷載，達到隨時爆炸的目的。

## 對目標的影響
由彈頭釋放能量而破壞目標的過程，稱為「能量耦合（Energy Coupling）」，而能量的形式則完全視荷載的特性而定。能量轉換所造成破壞效率取決於眾多因素，諸如目標位置、目標防護能力、能量形式、能量大小及破壞能力、能量轉換效率、放出的能量其衰減與擴散常數，以及環境因素造成的能量損失等。

## 散佈的問題
當一群彈頭在相同情況下對同一目標攻擊，必定在預計命中點及其周圍形成散佈的落點，當後來的彈頭欲攻擊同一目標時，如果環境狀況有所變動，或目標改變其狀態（如突然靜止或加速等），這個落點所涵蓋的面積就會改變。不論是在有導引飛彈，或是無導引的砲彈或火箭，在攻擊目標時都會發生前述的狀況。顯而易見的，有導引裝置的彈頭由於在武器運動過程受到控制和修正，因此其落點的散佈面積較無導引裝置的彈頭微小。

## 摧毀機率
摧毀機率（Kill Probability）是統計學上一種以數學機率表達彈頭摧毀目標可能性的方式。例如，目標被彈頭摧毀的機率假定為a，未被摧毀的機率為b，則a與b的總和為1；換言之，當某一武器的摧毀機率為80％ 時，則可被認為在10次攻擊中有8次成功摧毀目標。但要注意的是，多次相互獨立的攻擊同時或連續發生時，必須分別觀察每一次攻擊的摧毀機率，而不是以總和的觀點來計算摧毀機率。同样重量的战斗部也会有不同的效能估算，如对雄风2E巡航导弹，大陆曾报道说战斗部最多二百公斤，能在地上炸出个直径三五米的坑，“这种威力的“战略型反制武器”也就是骗骗台湾老百姓”。而对长剑-10环球时报称“长剑-10的弹头装药300公斤，一发可击沉万吨巡洋舰”。但第一次中東戰爭時埃及海軍裝備装药450公斤的SS-N-2反艦飛彈第一次出战时用了两发才击沉了1710吨的二战建造的以色列海軍驱逐舰埃拉特号。
而實務面上，摧毀機率的計算過程很複雜，因為其中牽涉到許多的變數，例如武器的可靠性、導引或射擊的精度、引信是否適當以及對目標的「能量耦合」是否足以摧毀或破壞目標等，但即使如此摧毀機率的計算仍是考量武器效能的重要參數之一。